# Graphiocephala polysticha
Graphiocephala polysticha là một loài bướm đêm thuộc họ Gracillariidae. Loài này có ở Nam Phi và Zimbabwe.